# Wilhelm von Hirsau

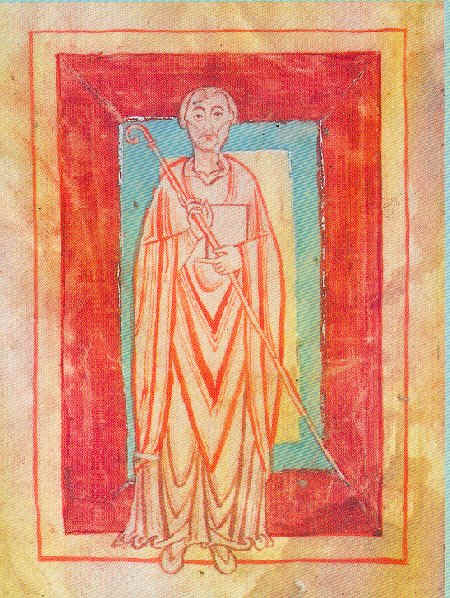
Wilhelm von Hirsau im Schenkungsbuch von Kloster Reichenbach

Wilhelm von Hirsau (* um 1030; † 5. Juli 1091 in Hirsau) war ein Abt des Klosters Hirsau und Klosterreformer. Er war der Vater der Hirsauer Reform und stand im Investiturstreit auf der Seite des Papstes. Daneben verfasste er gelehrte Schriften über Musik und Astronomie. Für die Hirsauer Klöster schuf er in Anlehnung an die auf seine Initiative hin von Ulrich von Zell aufgezeichneten Gewohnheiten Clunys die Constitutiones Hirsaugienses.

## Leben
Wilhelm von Hirsau stammte aus Bayern, wo er wahrscheinlich um das Jahr 1030 geboren wurde. Über seine Herkunft ist weiter nichts bekannt. Wilhelm erhielt, als puer oblatus den Benediktinern übergeben, seine geistliche Ausbildung zum Mönch im Emmeram-Kloster, einer Eigenkirche des Regensburger Bischofs. Otloh von St. Emmeram (* ca. 1010; † nach 1070) war der berühmte Lehrer Wilhelms.
Hier verfasste Wilhelm etwa ab der Mitte des 11. Jahrhunderts gelehrte Traktate über Astronomie und Musik, Teildisziplinen des Quadriviums, des Vierwegs innerhalb der sieben freien Künste, der septem artes liberales. Noch heute kann man in Regensburg Wilhelms berühmtes Regensburger Lehrgerät, ein steinernes Astrolabium, bewundern. Es ist ein über zweieinhalb Meter hohes Denkmal, auf dessen Vorderseite eine Astrolab-Sphaera eingraviert ist, während die Rückseite einen in den Himmel blickenden Mann zeigt, vermutlich den griechischen Astronomen und Dichter Aratos von Soloi (3. Jahrhundert v. Chr., erste Hälfte). Besonders erwähnenswert ist, dass Wilhelm auch astronomische Beobachtungen unternahm. Für die Berechnung des Osterdatums (Computus Ecclesiasticus) musste das Frühlingsäquinoktium bekannt sein, das sich durch die Präzession verschiebt. Da er in der Literatur widersprüchliche Angaben fand, bestimmte er die Solstitien über Sonnenhöhen. Wie damals üblich, setzte er die Äquinoktien im Jahreslauf halb zwischen die Solstitien. Die aus der Zeit um 1100 überlieferten Kalender der Benediktiner, wie diejenigen des Stiftes Lambach, stimmen gut mit den nach heutigen Kenntnissen berechneten astronomischen Daten überein.

## Berufung zum Abt
Im Jahr 1069 kam es zu Wilhelms Berufung zum Hirsauer Abt. Wie es genau zu dieser Berufung kam, ist in den Quellen umstritten, da der Impuls einmal dem Grafen von Calw und einmal dem Konvent selbst zugesprochen wird. Auch Wilhelms eigene Motivation zum Amtsantritt variiert in den Quellen. Während Wilhelm im Codex Hirsaugiensis zunächst aus Respekt vor dem noch lebenden, aber bereits abgesetzten, Abt Friedrich das Amt nicht antreten möchte, schildert die Vita Wilhelms den Amtsantritt ganz im Sinne eines vorformulierten Reformprogramms. Auffällig ist obendrein, dass im Falle Abt Wilhelms, im Gegensatz zu allen anderen Hirsauer Äbten des 11. und 12. Jahrhunderts, nicht bekannt ist, von welchem Bischof er die Weihe empfangen hatte. In den ersten Jahren als Abt verfolgte Wilhelm das Ziel, sein Kloster von den weltlichen Gewalten weitgehend unabhängig zu machen. Dies geschah auf der Grundlage der schon seit längerer Zeit wirksamen gorzisch-lothringischen und cluniazensischen Reformbestrebungen, ganz im kirchlich-revolutionären Sinn der Zeit. Wilhelms Politik richtete sich also zunächst gegen den Calwer Grafen.
Eine Königsurkunde Heinrichs IV. (1056–1106), wohl bald nach 1070 formuliert, schuf immerhin die wichtige Beziehung zum Königtum, schrieb aber im Wesentlichen den Stand Hirsaus als gräfliches Eigenkloster fest. Ein 1074 von Papst Gregor VII. ausgestelltes Privileg stellte Hirsau unter päpstlichen Schutz. Die integra libertas coenobii (ganze Freiheit des Klosters) des sog. Hirsauer Formulars, eine Urkunde König Heinrichs vom 9. Oktober 1075, deklarierte die freie Abtswahl und die freie Wahl oder Absetzung des Vogtes (freilich aus der Stifterfamilie des Klosters).
Gegen die Widerstände des Grafen Adalbert II. von Calw hatte sich Wilhelm letztlich durchgesetzt. Der Graf hatte zuvor auf seine laikale Herrschaft über das Kloster verzichtet, der König trat gleichsam an die Stelle des Grafen und unterstellte die Mönchsgemeinschaft seinem Schutz, ohne dass Hirsau ein freies, königsunmittelbares Kloster wurde. Der Graf erhielt in königlicher Bannleihe die erbliche Vogtei über Hirsau, der Abt wurde durch den Dekan oder Prior des Klosters eingesetzt.
Die Verschärfung der Fronten im Investiturstreit mag auch Auswirkungen auf die inneren Verhältnisse im Hirsauer Kloster gehabt haben. Jedenfalls ist von Wilhelm überliefert, dass er in Hirsau die von seinem Jugendfreund Ulrich von Zell aufgezeichneten Gepflogenheiten des burgundischen Klosters Cluny einführte. Auf ihnen fußen die Consuetudines Hirsaugienses (Hirsauer Gewohnheiten), die im Rahmen der Hirsauer Reform weite Verbreitung fanden. Disziplin und Gehorsam, harte Strafen bei Übertretungen der Vorschriften und dauernde Kontrolle der Mönche zeichneten spätestens in den Jahren nach 1079 das Leben in Hirsau aus.
Parallel dazu hat man, um den Ansturm von Laien auf Hirsau in den Griff zu bekommen, das Institut der Konversen, der Laienbrüder geschaffen. Offensichtlich war Hirsau trotz oder gerade wegen der mönchischen Strenge und der asketischen Frömmigkeit für viele Menschen attraktiv. Dem Aufschwung des Klosters unter Wilhelm von Hirsau entsprach es dann auch, dass die Enge des Aureliusklosters verlassen wurde und man sich auf der gegenüberliegenden Seite der Nagold ansiedelte. Dort entstand nach 1083 die damals größte Klosteranlage in Deutschland mit der mächtigen romanischen Kirche, die den Heiligen Petrus und Paulus geweiht war.

## Hirsauer Reform
Das Wirken Wilhelms war aber nicht nur auf Hirsau beschränkt. Viele Klöster sollten sich der Hirsauer Reform anschließen. Neugründungen, die von Hirsauer Mönchen besiedelt wurden, waren Zwiefalten, Blaubeuren im Herzogtum Schwaben, Reinhardsbrunn in Thüringen und das Stift St. Paul im Lavanttal in Kärnten. Nach ihrer Verlegung auf den Schwarzwald wurden St. Georgen (1084) und St. Peter (1093) ebenfalls mit Hilfe von Hirsau personell ausgestattet. Bereits bestehende Klöster, die die Hirsauer Lebensform annahmen, waren Petershausen bei Konstanz, Kloster Allerheiligen in Schaffhausen, St. Peter in Erfurt und Comburg; Hirsauer Priorate waren Reichenbach im Murgtal, Schönrain in Franken, Fischbachau in Bayern, Kloster Paulinzella in Thüringen.
Die Hirsauer fanden also besonders in Schwaben und Franken, dann in Mittel- und Ostdeutschland ihre Anhänger. Der weiten Verbreitung der Hirsauer Reform entsprach dabei der Ruf Wilhelms in der kirchlich-politischen Propaganda des Investiturstreits. Der Hirsauer Abt war die Stütze der Gregorianer in Deutschland, in Schwaben. Er stand auf der Seite der Gegenkönige Rudolf von Schwaben (1077–1080) und Hermann von Salm (1081–1088), unter anderem war ihm die Geschlossenheit der gregorianischen Partei im deutschen Südwesten zu verdanken, vom Ruf, den das Hirsauer Kloster in den Kreisen der Kirchenreformer besaß, ganz abgesehen. Als Wilhelm am 5. Juli 1091 starb, hatte die Reformpartei in Schwaben und Deutschland mit ihm einen wichtigen Repräsentanten verloren.
Die Vita Willihelmi abbatis Hirsaugiensis bewahrt sein Andenken.
Sein Nachfolger als Abt von Hirsau wurde Gebhard von Urach, später Bischof von Speyer und Bruder von Kardinalbischof Kuno von Urach († 1122), einem eifrigen Förderer der gregorianischen Reformen und Vertrauten von Papst Paschalis II. (1099–1118).

## Die Vita Wilhelms von Hirsau
Als wichtigstes Zeugnis für das Leben Abt Wilhelms gilt die Vita Willihelmi Abbatis Hirsaugiensis. Die Entstehungszeit und der Verfasser dieses hagiographischen Werkes sind ungeklärt. Die ältere Forschung ging davon aus, dass die Vita unmittelbar nach dem Tod des berühmten Abtes verfasst wurde. In jüngerer Vergangenheit wurde darüber hinaus vermutet, dass die heute überlieferte Vita nicht mehr der ursprünglichen Form entspricht. Diese Überlegung basiert auf einer Aussage des spätmittelalterlichen Chronisten Johannes Trithemius, der in seinen Hirsauer Annalen behauptet, ein Mönch namens Haimo habe beim Versuch das Werk auszubauen, es versehentlich gekürzt. Da diese Information sowie der Name des angeblichen Verfassers aber nur in diesem über 400 Jahre später entstandenen Dokument enthalten sind, wurde der Wahrheitsgehalt der Aussagen angezweifelt. Basierend auf dieser Skepsis regten sich erste Stimmen, in der Vita Wilhelms ein Produkt der Zeit nach 1107 zu sehen, das gänzlich erst zu dieser Zeit entstand. Diese Neudatierung begründet sich vor allem auf inhaltliche Aussagen der Vita, die von internen Auseinandersetzungen des Konvents mit dem neuen Abt Gebhard zeugen, der gerade zum Bischof von Speyer aufgestiegen war. Diesem, in den Augen des Konvents, schlechten Abt sollte der glänzende Abt Wilhelm als literarisches Vorbild gegenübergestellt werden. Treffen diese Datierung sowie die Begleitumstände der Verfassung zu, so dürfte die Vita mehr von den internen Querelen im frühen 12. Jahrhundert zeugen, als von der Ereignisgeschichte des ausgehenden 11. Jahrhunderts.

## Wilhelm der Selige
Wilhelm wird häufig als „der Selige“, manchmal auch als „der Heilige“ bezeichnet. Eine Seligsprechung ist nicht datierbar. Den Überlieferungen zufolge soll er ein heiligmäßiges Leben geführt und auch Wunder gewirkt haben, doch wurde kein Heiligsprechungsprozess beantragt. In den Acta Sanctorum erscheint er unter dem 4. Juli, in anderen Seligen- und Heiligenverzeichnissen auch am 5. Juli, je nach Festlegung seines Todestages.